# Nomad - The Warrior
Nomad - The Warrior (Nomad) è un film del 2005 diretto da Sergej Vladimirovič Bodrov e Ivan Passer.
Il film, ambientato nel XVIII secolo, narra la storia del condottiero e capo delle tribù kazake Ablai Khan, ed è stato candidato nel 2007 al Golden Globe per la migliore colonna sonora originale.

## Trama
È il XVIII secolo e le tribù kazake sono minacciate dagli Zungari. Il figlio del Sultano, Mansur, viene tratto in salvo da Oraz che riesce a tenerlo al sicuro e lontano dai traditori del palazzo. Oraz si fa carico di addestrare il giovane e, dopo dieci anni di pace, Mansur, lotta contro Sharish, il rivale zungaro e ne esce vincitore. Il Sultano lo riconosce come figlio e acquista popolarità e successo, ma tradito e catturato, viene condotto nel campo nemico. Gli verrà risparmiata la vita e sarà liberato a patto di superare una prova di abilità. Superata la sfida, però non viene liberato, deve lottare contro un guerriero sconosciuto che uccide, ma scopre che sotto la maglia di ferro si cela tutt'altro che un nemico: Erali, suo amico e compagno d'armi. Scampato ancora alla morte riesce a fuggire, e tornato alla sua tribù manda emissari per riunire le forze. Dopo una battaglia di cento giorni i Kazaki finalmente uniti, sconfiggono gli Zungari e così conquistano la loro indipendenza. Alla fine Mansur viene riconosciuto come capo di tutte le tribù kazake e nominato come diretto discendente di Gengis Khan, con il nome di Ablai Khan.